# José Luis Blanco
José Luis Blanco (* 3. června 1975, Lloret de Mar) je španělský atlet, běžec, jehož specializací je běh na 3000 metrů překážek. Věnuje se také krosovým běhům.

## Kariéra
V roce 2001 získal stříbrnou medaili na Středomořských hrách v tuniském Radès. O dva roky později na světovém šampionátu v Paříži doběhl na osmém místě. Na následujícím MS v atletice 2005 v Helsinkách skončil ve finále na předposledním, 14. místě. V roce 2006 získal stříbro na evropském šampionátu ve švédském Göteborgu, kde prohrál jen s Finem Jukkou Keskisaloem.
V roce 2008 reprezentoval na letních olympijských hrách v Pekingu, kde v rozběhu obsadil časem 8:37,37 až 31. místo a do patnáctičlenného finále se neprobojoval. Do finále se nedostal také na Mistrovství světa v atletice 2009 v Berlíně, kde skončil ve druhém rozběhu na nepostupovém sedmém místě.

### Barcelona 2010
V roce 2010 vybojoval v čase 8:19,15 bronzovou medaili na evropském šampionátu v Barceloně. Stříbro získal Bouabdellah Tahri z Francie a zlato jeho krajan Mahiedine Mekhissi-Benabbad. Již 18. července téhož roku, pár dní před startem ME však neprošel dopingovou kontrolou. 26. ledna 2011 kvůli dopingu definitivně přišel o bronzovou medaili a byl potrestán dvouletým zákazem činnosti, který mu vyprší 26. října 2012. Blanco tak přijde o účast na letních olympijských hrách v Londýně. Bronz dodatečně získal Ion Lučjanov z Moldavska.